# الميثاق المالي الأوروبي

الأزرق:داخل منطقة اليورو. السماوي: خارج منطقة اليورو. الأخضر: خارج منطقة اليورو وملزم بالأحكام المالية ولكن ليس أحكام التنسيق الاقتصادي. الأصفر: خارج منطقة اليورو وغير ملزم بالمالية أو أحكام التنسيق الاقتصادي.

الميثاق المالي الأوروبي أو معاهدة الاستقرار والتنسيق والحكم في الاتحاد الاقتصادي والنقدي يشار إليها أيضًا بشكل أوضح معاهدة الاستقرار المالي هي معاهدة حكومية دولية تم تقديمها كنسخة جديدة أكثر صرامة من ميثاق الاستقرار والنمو. الموقعة في 2 مارس 2012 من قبل جميع الدول الأعضاء في الاتحاد الأوروبي، باستثناء جمهورية التشيك والمملكة المتحدة. دخلت المعاهدة حيز التنفيذ في 1 يناير 2013 بالنسبة للدول الست عشرة التي أكملت التصديق قبل هذا التاريخ. اعتبارًا من 3 أبريل 2019 تم التصديق عليها ودخلت حيز التنفيذ بالنسبة لجميع الموقعين 25 بالإضافة إلى كرواتيا التي انضمت إلى الاتحاد الأوروبي في يوليو 2013 وجمهورية التشيك.
الميثاق المالي هو الفصل المالي من المعاهدة (الباب الثالث). وهي مُلزمة لـ 22 دولة عضو: الدول الأعضاء الـ 19 في منطقة اليورو، بالإضافة إلى بلغاريا والدنمارك ورومانيا الذين اختاروا الانضمام للميثاق. ويصاحب ذلك مجموعة من المبادئ المشتركة.
يتعين على الدول الأعضاء الملتزمة بالاتفاق المالي أن تحول أحكام الاتفاق المالي إلى النظام القانوني الوطني. على وجه الخصوص يجب أن تكون الميزانية الوطنية متوازنة أو فائضة، بموجب تعريف المعاهدة. يجب إنشاء آلية تصحيح تلقائي لتصحيح الانحرافات الكبيرة المحتملة. يجب أن يتم تفويض مؤسسة مراقبة وطنية مستقلة لتوفير المراقبة المالية. تحدد المعاهدة الميزانية المتوازنة على أنها عجز في الميزانية العامة لا يتجاوز 3.0٪ من الناتج المحلي الإجمالي، وعجز هيكلي لا يتجاوز هدف الميزانية متوسط الأجل الخاص بالبلد والذي يمكن تحديده على الأكثر عند 0.5 النسبة المئوية من الناتج المحلي الإجمالي للدول التي تتجاوز فيها نسبة الدين إلى الناتج المحلي الإجمالي 60٪، أو على الأكثر 1.0٪ من الناتج المحلي الإجمالي للدول ذات مستويات الدين في حدود 60٪. يتم إعادة حساب مكاتب تحويل الأموال الخاصة بكل بلد كل ثلاثة أعوام، وقد يتم تحديدها عند مستويات أكثر صرامة من أكبر خط عرض تسمح به المعاهدة. تحتوي المعاهدة أيضًا على نسخة مباشرة من معايير «كبح الديون» المنصوص عليها في ميثاق الاستقرار والنمو، والتي تحدد المعدل الذي تنخفض به مستويات الدين فوق حد 60٪ من الناتج المحلي الإجمالي.
إذا تبين أن الميزانية أو الحساب المالي التقديري لأي دولة مصدق عليها غير متوافق مع معايير العجز أو الدين فإن الدولة ملزمة بتصحيح المشكلة. إذا كانت دولة ما في حالة خرق في وقت دخول المعاهدة حيز التنفيذ، فسيتم اعتبار التصحيح كافيًا إذا قدمت تحسينات سنوية كبيرة بما يكفي للبقاء على «مسار تعديل» محدد مسبقًا لبلد معين نحو الحدود في أفق منتصف المدة. إذا عانت دولة من ركود اقتصادي كبير فسيتم إعفاؤها من مطلب إجراء تصحيح مالي طالما استمر الركود.
على الرغم من كونها معاهدة دولية خارج الإطار القانوني للاتحاد الأوروبي، فإن جميع أحكام المعاهدة تعمل كامتداد للوائح الاتحاد الأوروبي الحالية، باستخدام نفس أدوات إعداد التقارير والهياكل التنظيمية التي تم إنشاؤها بالفعل داخل الاتحاد الأوروبي في المجالات الثلاثة: انضباط الميزانية الذي يتم فرضه من خلال ميثاق الاستقرار والنمو الممتد حسب العنوان الثالث، وتنسيق السياسات الاقتصادية بموجب الباب الرابع، والحوكمة داخل الاتحاد النقدي الأوروبي حسب الباب الخامس. تنص المعاهدة على أنه يجب على الموقعين محاولة دمج الاتفاق الضريبي في الإطار القانوني للاتحاد الأوروبي، على أساس تقييم تجربة تنفيذه، بحلول 1 يناير 2018 على أبعد تقدير.